# Die Luftpiraten
Die Luftpiraten ist der Titel eines stummen deutschen Kriminal- und Sensationsdramas, das Harry Piel 1919 für seine Gesellschaft Metro Film GmbH Berlin nach einem Manuskript von Max Bauer realisierte. Es war Bestandteil der „Harry Peel“-Abenteuer-Serie, die den Untertitel „Abenteuer eines Vielgesuchten“ führte. Die Rolle des „Vielgesuchten“ spielte Piel selbst. An seiner Seite agierten u. a. Friedrich Berger, Adolf Wenter und Paula Barra.

## Handlung
Die titelgebenden Luftpiraten sind Verbrecher, die mittels eines veritablen Luftschiffes zu ihren gut situierten Opfern in einem Hotel hoch oben in den Bergen aufsteigen, um sie auszurauben. Doch Harry Peel macht die Gauner trotz ihrer hochmodernen Hilfsmittel unschädlich.

## Produktionsnotizen
Der Film, eine Produktion der Metro Film GmbH Berlin W, Potsdamer Straße 112, wurde von Gustave Preiss photographiert. Albert Korell schuf die Filmbauten, Paul Thürnagel die Masken. Die Aufnahmeleitung hatte William Zeiske. Die Stunts für Piel vollführte der Artist Hermann Stetza.
Eine Notiz im Kinematograph (Düsseldorf) No. 682 vom Februar 1920 gab bekannt:
„Harry Piel hat sich soeben mit seinem Ensemble ins Hochgebirge begeben, um für seinen 6. Sensationsfilm einige Schneesportaufnahmen zu machen. Das Manuskript dieses neuen Films stammt wieder von Max Bauer, dem erfolgreichen Mitarbeiter Harry Piels, und betitelt sich ‚Die Luftpiraten‘.“
Der Film lag am 6. Juli 1920 der Reichsfilmzensur Berlin vor und wurde unter der Nummer B.00082 zugelassen. Er konnte am 16. Juli 1920 in der Albert-Halle zu Leipzig erstaufgeführt werden, in Berlin erst am 27. August 1920.
Die Luftpiraten wurde auch in Italien (1921 als Il Pirata dell’Aria), Dänemark (1922 als Luftpiraterne) und Finnland (1924) gezeigt.
Die Luftpiraten erschien als Heftroman, nacherzählt von Alfred Bienengräber, 1921 im Leipziger Speka-Verlag unter dem Reihentitel “Harry Peel. Der Abenteuerkönig und Verächter des Todes” als “Harry Piel(s) Abenteuer Nr. 4”.

## Rezeption
Mögliche Anregung für diesen Film war eine Heftromanreihe mit dem Titel “Der Luftpirat und sein lenkbares Luftschiff”, welche zwischen 1908 und 1912 in 165 Ausgaben erschienen und besonders beim jugendlichen Lesepublikum beliebt war.
Am 27. Juli 1920 lief „Die Luftpiraten“ in Dresden in den Kammer-Lichtspielen, vormals Rodera Lichtspiele, in der Wilsdruffer Straße 29.
Im September 1920 wurde der Film in Gotha im Kino ‘Weisse Wand’ aufgeführt und errang dort einen „noch nie dagewesenen Erfolg“.
Noch am 14. Mai 1929 zeigten die M.S. Lichtspiele (Meinholds Säle) in der Moritzstraße 10 in Dresden den Film unter dem Titel “Luftpiraten”(ohne Artikel !).
Und in Magdeburg inserierten die Panorama Lichtspiele am Staatsbürgerplatz 1, vormals Kaiser-Wilhelm-Platz, in der Volksstimme Nr. 184 vom 9. August 1929 unter der Überschrift “Unser Hausfreund ist wieder eingekehrt!” eine Aufführung des „packenden Großfilms“ „Die Luftpiraten“ nebst einer Zeichnung von Harry Piel mit Zylinder. Als zweiter Schlager stand „Prinz Don Juans große Liebe“ auf dem Programm.